# Forte Tagliata della Scala
Il forte Tagliata della Scala è stata una fortezza militare costruita a difesa del confine italiano contro l'Impero austro-ungarico. Il forte si trova nel territorio comunale di Valbrenta, presso la località Metà Scala - Minori.
Nei pressi si trova il forte Tagliata delle Fontanelle in frazione Fastro Bassanese

## Storia

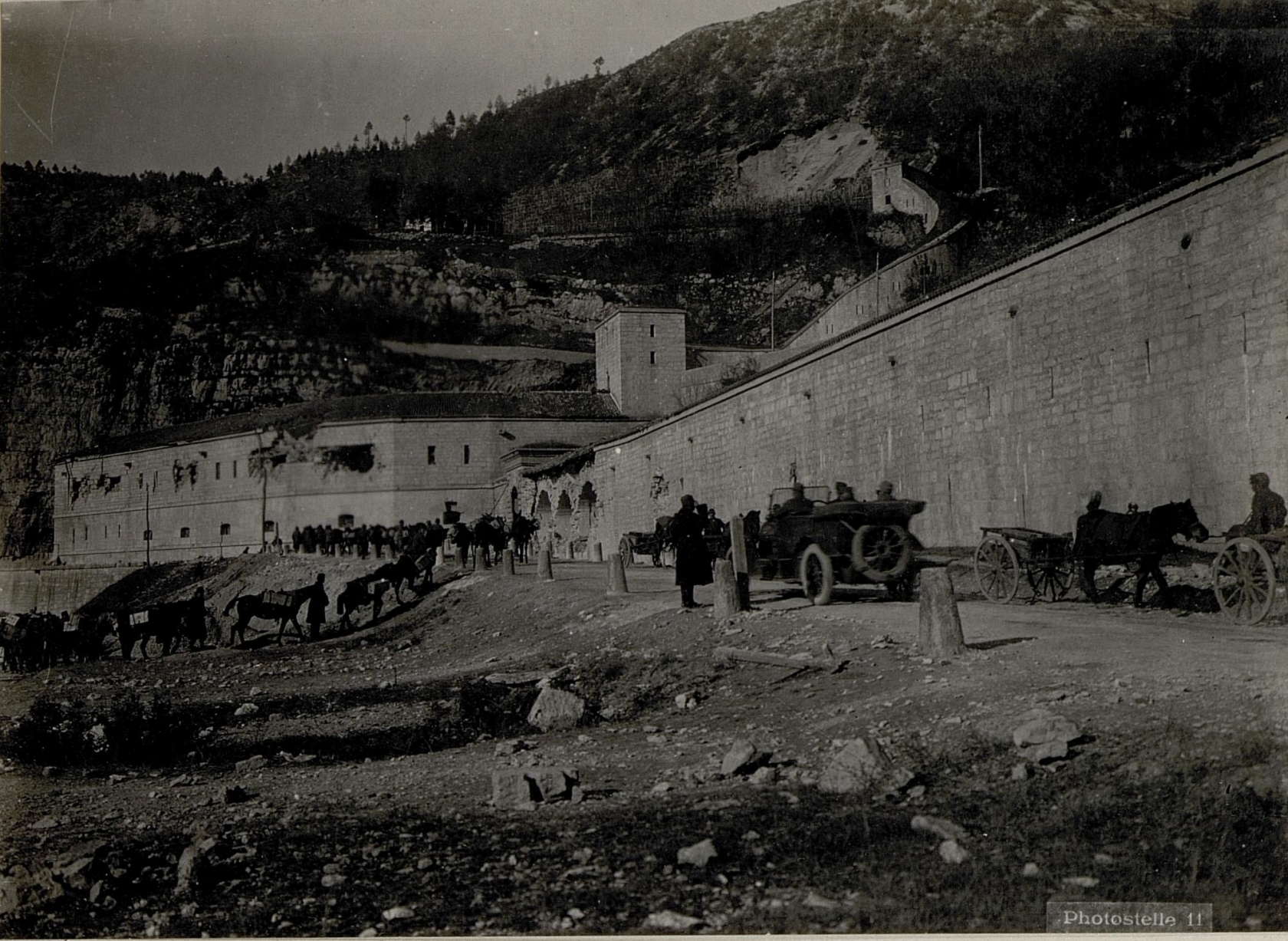
Passaggio di truppe austro-ungariche davanti alla Tagliata della Scala (1918)

L'opera faceva parte dello sbarramento Brenta-Cismon e venne costruita poco dopo che Primolano venne annesso al Regno d'Italia. Venne costruito tra il 1892 e il 1904. Come il vicino forte delle Fontanelle non ebbe parte alcuna nel conflitto e venne abbandonato dagli italiani in seguito alla rotta di Caporetto.

## Caratteristiche

### Armamento
- 8 cannoni da 120 mm
- 2 cannoni da 75 mm
- 2 mitragliatrici